# مجلة بلاي ستيشن الرسمية (الولايات المتحدة)
مجلة بلاي ستيشن الأمريكية الرسمية (غالبًا ما يتم اختصارها إلى OPM ) كانت مجلة ألعاب فيديو شهرية وأختًا للمجلة الأمريكية إلكترونك غيمينغ مونثلي. المجلة تركز حصرياً على أجهزة بلاي ستيشن، والبرمجيات، والثقافة، كما تتناول مواضيع عن بلاي ستيشن الأصلي، بلاي ستيشن 2، بلاي ستيشن 3 وبلاي ستيشن المحمولة . قامت شركة زيف ديفيس ميديا على النشر المجلة. وكانت OPM أول مجلة ألعاب تتضمن قرصًا يحتوي على عروض توضيحية قابلة للتشغيل ومقاطع فيديو لألعاب بلاي ستيشن. تم إنتاج المجلة منذ ما يقرب من عشر سنوات. وتم نشر العدد الأول، بغلاف مؤرخ في أكتوبر 1997 ( في 23 سبتمبر 1997 )  بينما كان غلاف العدد الأخير بتاريخ يناير 2007.
بعد توقف OPM في يناير 2007، أصبحت مجلة بلاي ستيشن المستقلة (بلاي ستيشن: المجلة الرسمية - PlayStation: The Official Magazine) هي المتوفرة لتحل محل OPM في ديسمبر 2007، باعتبارها المجلة الرسمية التي تركز على أجهزة ألعاب سوني، إلى أن تم إلغاؤها في أواخر عام 2012.

## أقراص تجريبية
كانت OPM أول مجلة ألعاب تتضمن قرصًا يحتوي على عروض توضيحية قابلة للتشغيل لألعاب بلاي ستيشن. بدءًا من الإصدار الأول ، جاءت كل مجلة مع قرص يحتوي على عروض توضيحية لألعاب بلاي ستيشن قابلة للتشغيل ولقطات فيديو غير قابلة للتشغيل. في وقت لاحق ، تم تضمين المقابلات وتغطية الأحداث الصناعية ومقاطع الفيديو الإرشادية للألعاب على الأقراص. بدءًا من الإصدار 49 (أكتوبر 2001) ، جاءت المجلة مع قرص بلاي ستيشن 2 التجريبي، على الرغم من أنها ظلت لفترة من الوقت تتناوب مع أقراص بلاي ستيشن التجريبية الأصلية. كانت الإصدارات 50 و 52 و 54 هي الإصدارات الأخيرة لتضمين أقراص العرض التوضيحي لجهاز بلاي ستيشن الأصلي. تم تطوير جميع الأقراص التجريبية بواسطة شركة LifeLike Productions، Inc.
أصدرت OPM عرضًا توضيحيًا واحدًا لجهاز بلايستيشن محمول، في لعبة كيل زون لابريشن. كان متاحًا فقط عند شراء نسخ البيع بالتجزئة بدلاً من مشكلات الاشتراك. تم إيقاف إصدار المجلة قبل إجراء الانتقال المفترض إلى أقراص بلاي ستيشن 3 التجريبية.

## الطبعات الدولية
توجد إصدارات دولية مماثلة من المجلة في السويد وفنلندا والمملكة المتحدة وجمهورية أيرلندا وألمانيا وفرنسا وإيطاليا وإسبانيا وبلجيكا والبرتغال والبرازيل وأستراليا . تم نشر النسخة البلجيكية أيضًا في هولندا .
نُشرت الطبعة الأسترالية في الأصل بواسطة Next Media كل شهرين، لكنها أصبحت في النهاية مجلة شهرية. نشرت APC المجلة بعد العدد 18. وتم نشره حاليًا بواسطة ديروينت هوارد وتحريره بواسطة نارايان باتيسون.

## روابط خارجية
- OPM في 1UP.com
- شبكة PlayStation®
- بلاي ستيشن®
- RadiOPM في 1UP.com (بودكاست رسمي)

### مدونات الموظفين
- رئيس التحرير، توم بايرون
- مدير التحرير، دانا جونجيوارد
- محرر أول، جو ريبيكي
- محرر المعاينات، تييري نغوين "سكوتر"
- محرر الأخبار، جيانكارلو فارانيني